# Damascenina
Damascenina es un bioactivo aislado de la planta Nigella sativa.